# Pub rock (Regno Unito)

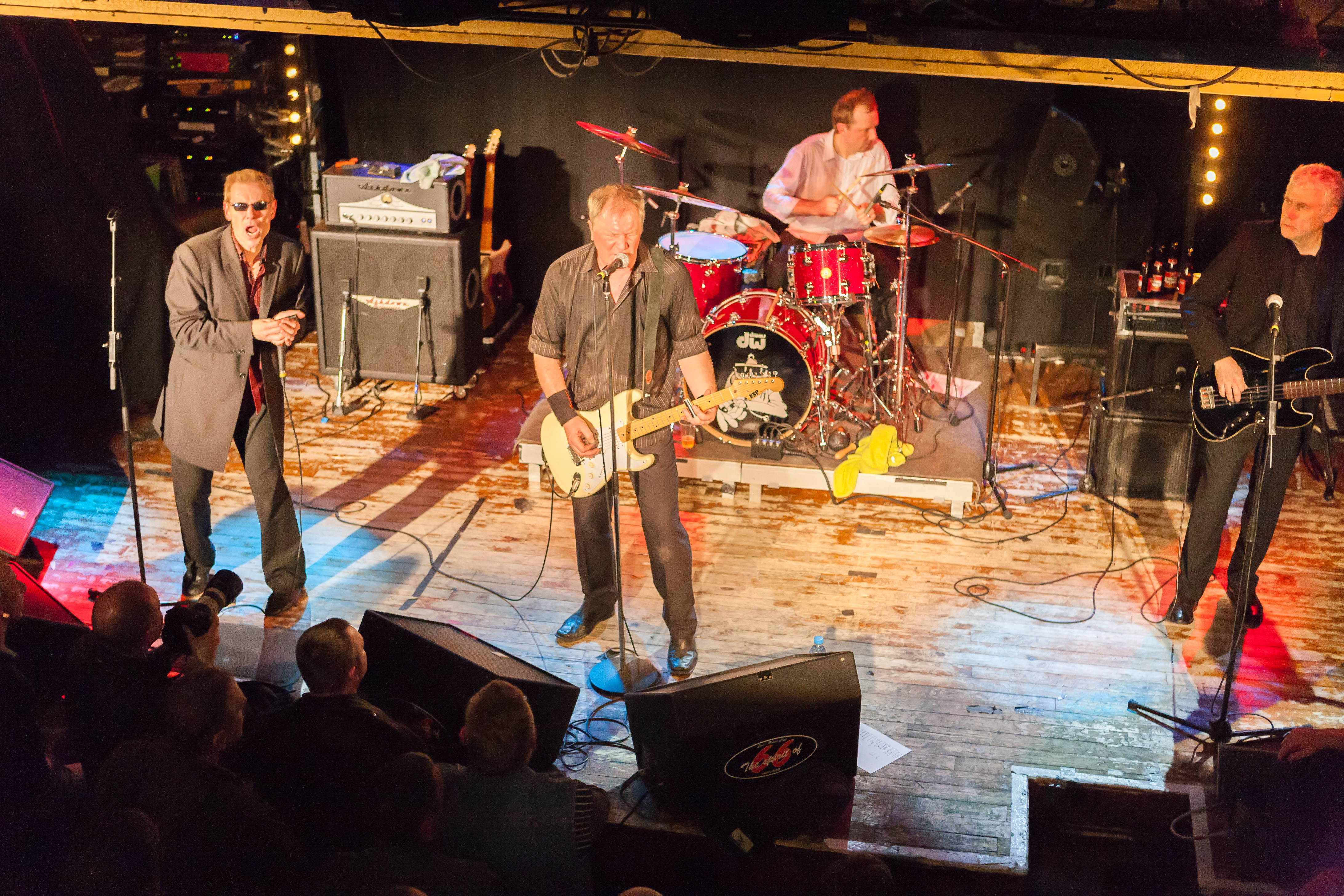
I Dr. Feelgood durante un concerto nel 2009

Il pub rock fu un movimento musicale inglese esistito durante la prima metà degli anni settanta.

## Caratteristiche

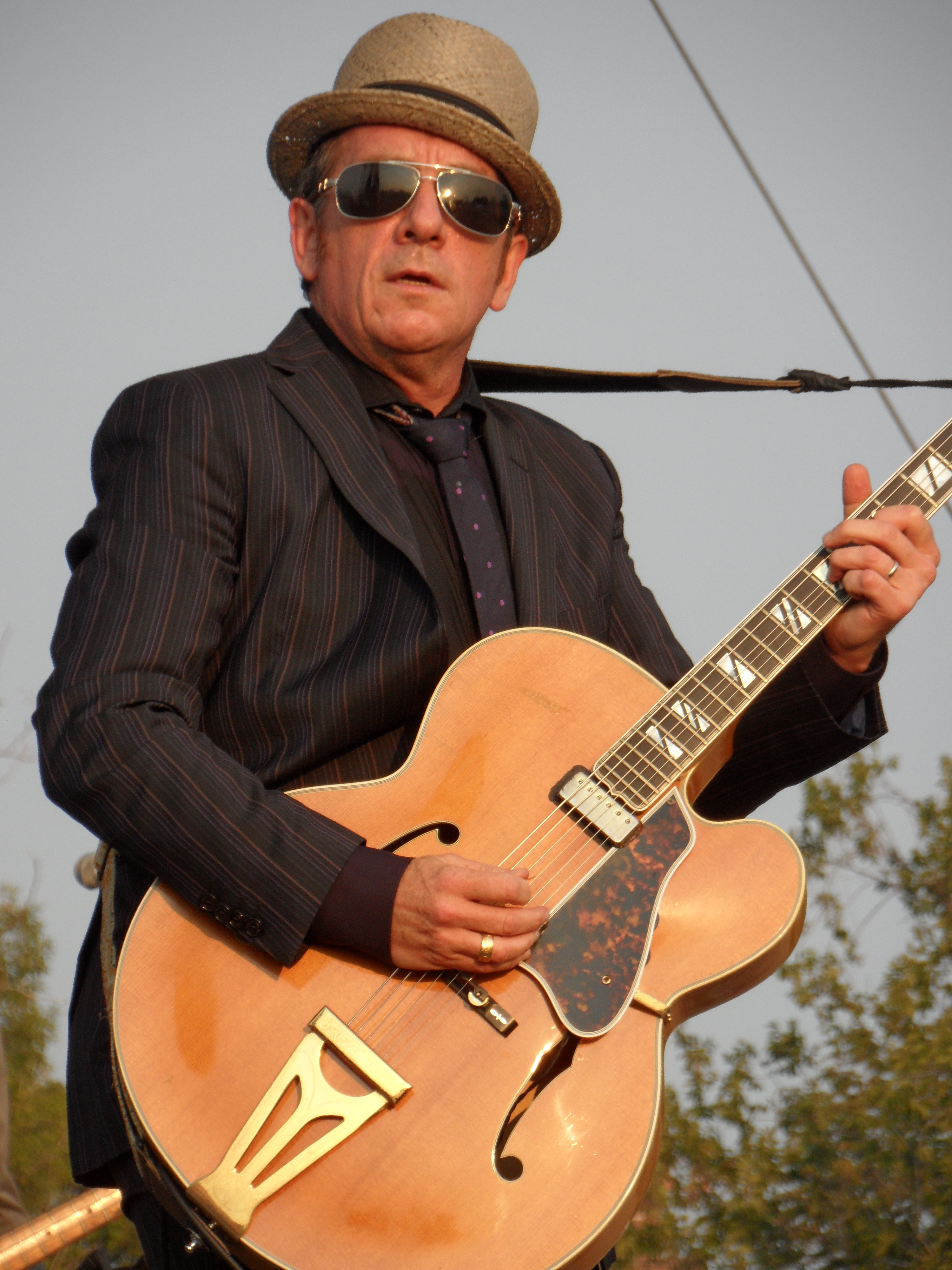
Elvis Costello nel 2012

Il pub rock non era un genere musicale vero e proprio, quanto piuttosto un movimento di artisti inglesi, provenienti soprattutto dal nord di Londra e il sud est di Essex, specialmente Canvey Island e Southend on Sea, che suonavano nei pub (ad esempio il Tally Ho e l'Hope and Anchor) rifacendosi al rock and roll, il blues e il country rock in contrasto con le tendenze progressive, hard rock e glam dell'epoca. Pertanto, le loro sonorità erano pressoché identiche a quelle della corrente roots rock, sebbene fossero molto diversi in termini di approccio. Dai Davies, il manager dei Ducks Deluxe, affermò che il pub rock era un «ribaltamento all'idea di progressive.»
Secondo l'interpretazione che ne dà il critico e giornalista Simon Reynolds, la definizione veniva usata per indicare il «circuito dei capelloni che suonavano nei college: menestrelli blues folkeggianti come John Martyn e artisti prog jazz come gli Hatfield and the North che si esibivano di fronte alle barbe incolte degli studenti, un regno governato da hippie della BBC quali John Peel e Bob Harris e documentato da riviste quali ZigZag e Melody Maker.»
Dal momento che i gruppi avevano problemi a trovare posti per esibirsi, crearono un circuito suonando in locali nascosti sparsi per l'Inghilterra.
Il pub rock ispirò la new wave e la scena punk rock, ispirando l'approccio "fai da te" e lo stile essenziale di quest'ultima, e reinventando le etichette indipendenti.

## Artisti
Le maggiori band pub rock connotavano influenze folk-rock, blues, country-rock, e rock and roll ed erano Dr. Feelgood, ispiratori di artisti come The Jam e Gang of Four e importanti anticipatori del punk, Brinsley Schwarz, Ducks Deluxe, Bees Make Honey e Ace. Oltre ad essi, gli artisti pub rock comprendevano Ian Dury, Nick Lowe, Elvis Costello, Dave Edmunds, Squeeze, Dire Straits, Graham Parker, The Rumour e The 101'ers, il cui membro Joe Strummer si unirà ai Clash. Nessun artista del movimento ebbe successo in termini di vendite. Fanno eccezione i Dr. Feelgood, che riuscirono a raggiungere la prima posizione delle classifiche con il loro album Stupidity, i Dire Straits ed Elvis Costello, che riuscirà negli anni a ottenere svariati riconoscimenti.

## Etichette discografiche
Le due principali etichette erano la Stiff Records e la Chiswick Records, entrambe londinesi e indipendenti. La prima venne co-fondata da Jake Riviera, fondatore del tour del 1975 Naughty Rhythms, mentre la seconda venne inaugurata da Roger Armstrong e Ted Carroll come parte del negozio Rock On.